# Midnight Marauders
Midnight Marauders è il terzo album degli A Tribe Called Quest.

## Tracce
1. Midnight Marauders Tour Guide - :45
2. Steve Biko (Stir It Up) - 3:11
3. Award Tour - 3:46 (con Trugoy the Dove)
4. 8 Million Stories - 4:21
5. Sucka Nigga - 4:05
6. Midnight - 4:25  (con Raphael Wiggins)
7. We Can Get Down - 4:19
8. Electric Relaxation - 4:04
9. Clap Your Hands - 3:16
10. Oh My God - 3:29 (con Busta Rhymes)
11. Keep It Rollin' - 3:05 (con Large Professor)
12. The Chase, Pt. 2 - 4:02
13. Lyrics to Go - 4:09
14. God Lives Through - 4:15

## Credits
- - A Tribe Called Quest	 - 	Producer, Engineer, Mixing
- Skeff Anselm	 - 	Producer
- Busta Rhymes
- Pete Christensen	 - 	Assistant Engineer
- Patrick Derivaz	 - 	Assistant Engineer
- Chris Flam	 - 	Assistant Engineer
- Eric Gast	 - 	Assistant Engineer
- Gerard Julien	 - 	Assistant Engineer
- Large Professor	 - 	Producer, Vocals
- Tim Latham	 - 	Engineer
- Hoover Le	 - 	Assistant Engineer
- Ali Shaheed Muhammad	 - 	DJ
- Bob Power	 - 	Engineer, Mixing
- Q-Tip	 - 	Vocals
- Raphael Wiggins
- Tom Coyne	 - 	Mastering
- George Spatta	 - 	Assistant Engineer
- Brad Schmidt	 - 	Assistant Engineer
- Carol Weinberg	 - 	Photography
- Phife Dawg	 - 	Vocals